# Список умерших в 1410 году

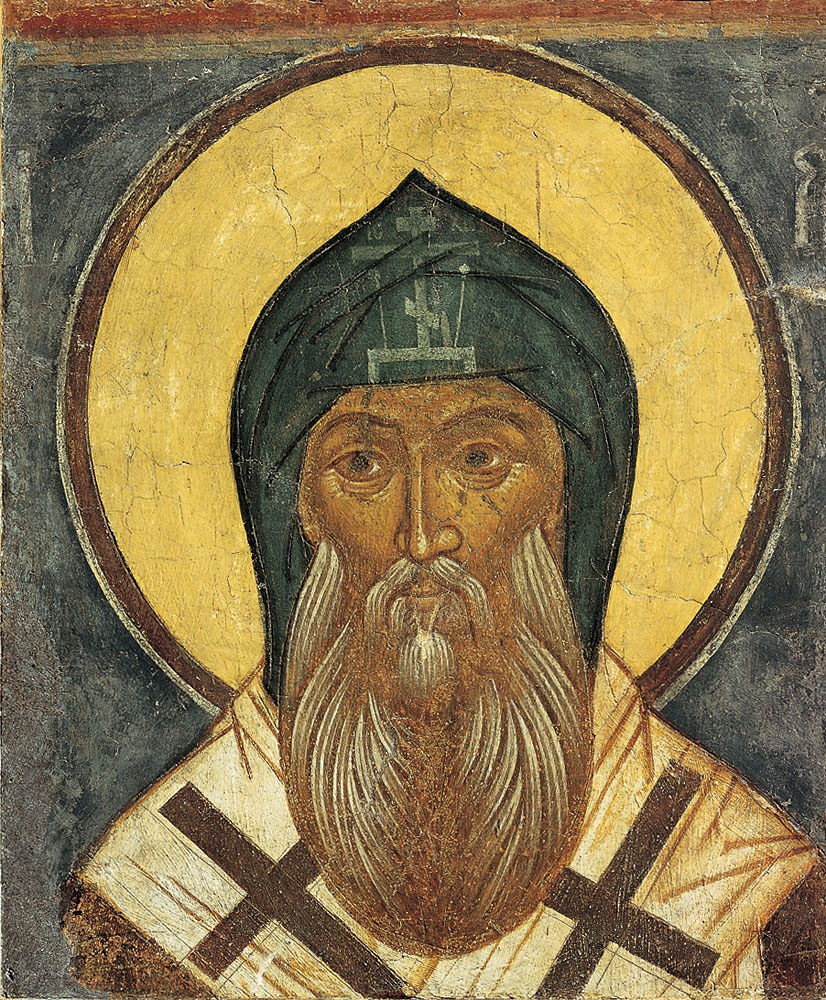
Арсений Тверской

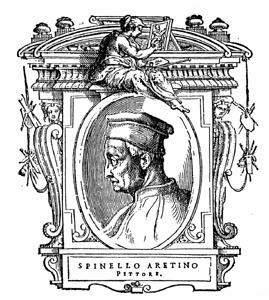
Спинелло Аретино

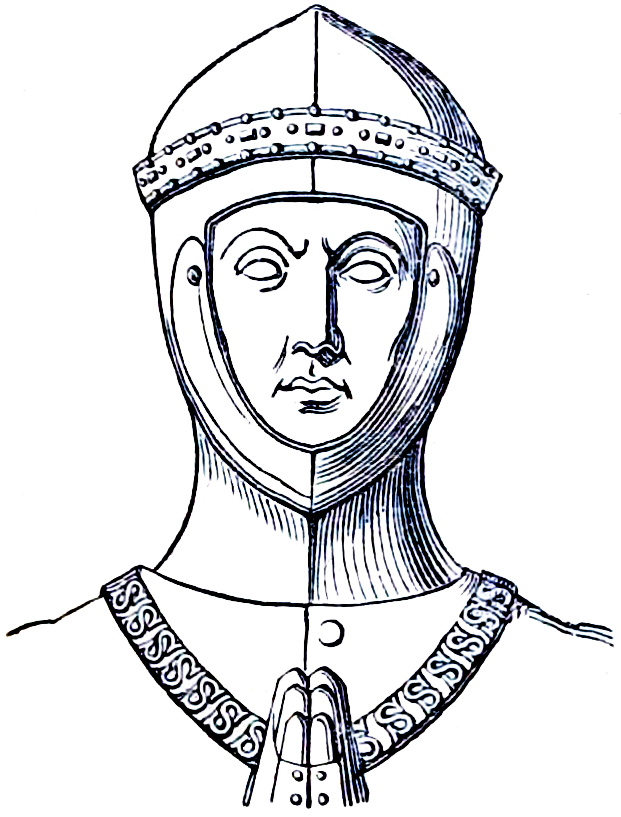
Джон Бофорт

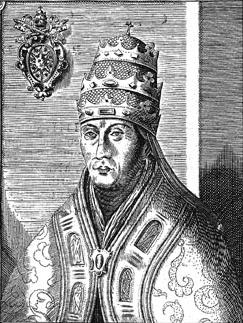
Антипапа Александр V

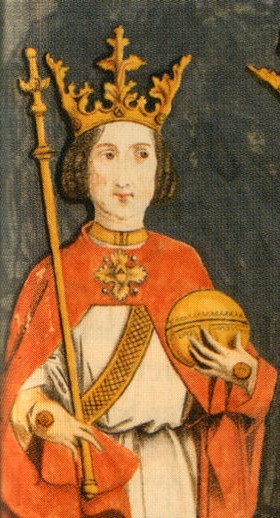
Рупрехт Пфальцский

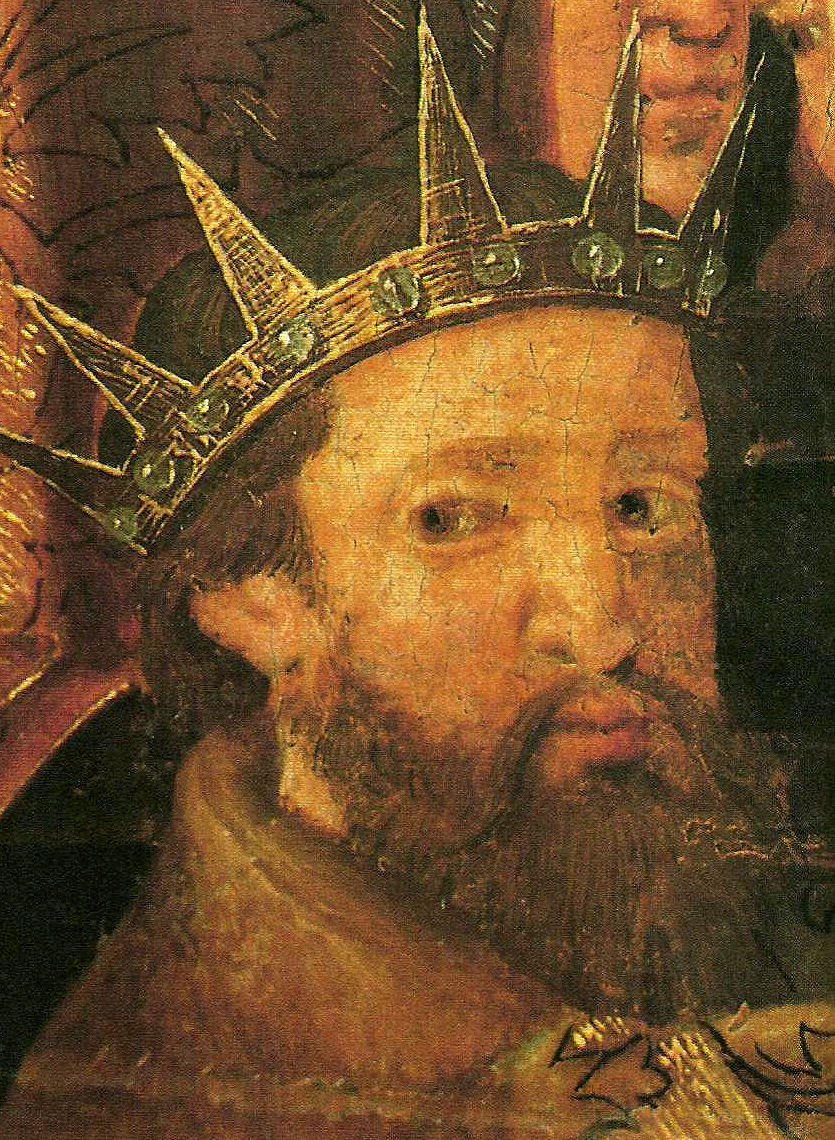
Мартин I Гуманный

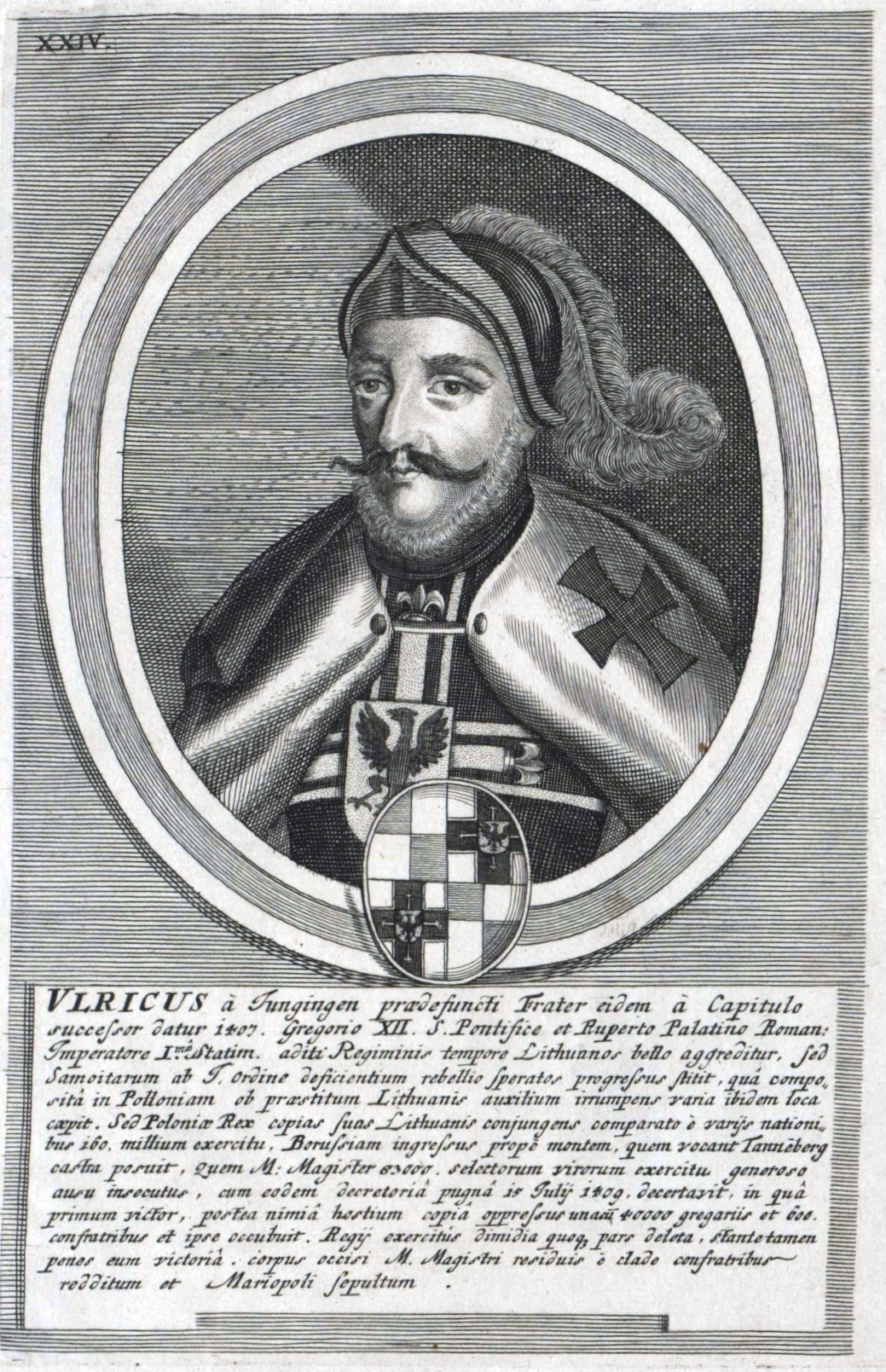
Ульрих фон Юнгинген

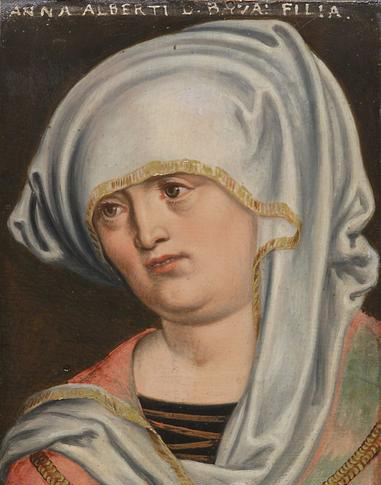
Иоганна София Баварская

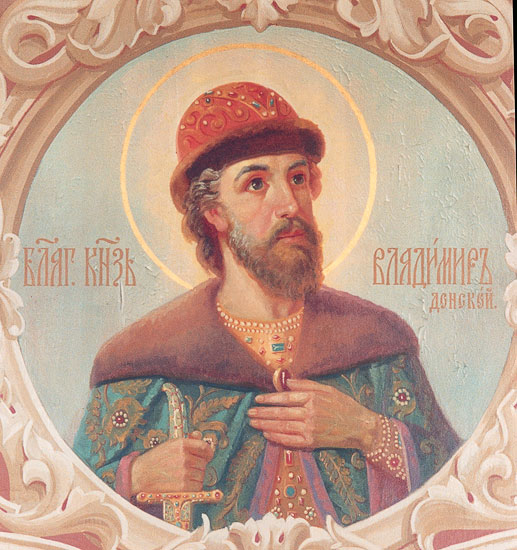
Владимир Андреевич Храбрый

Франческо Датини

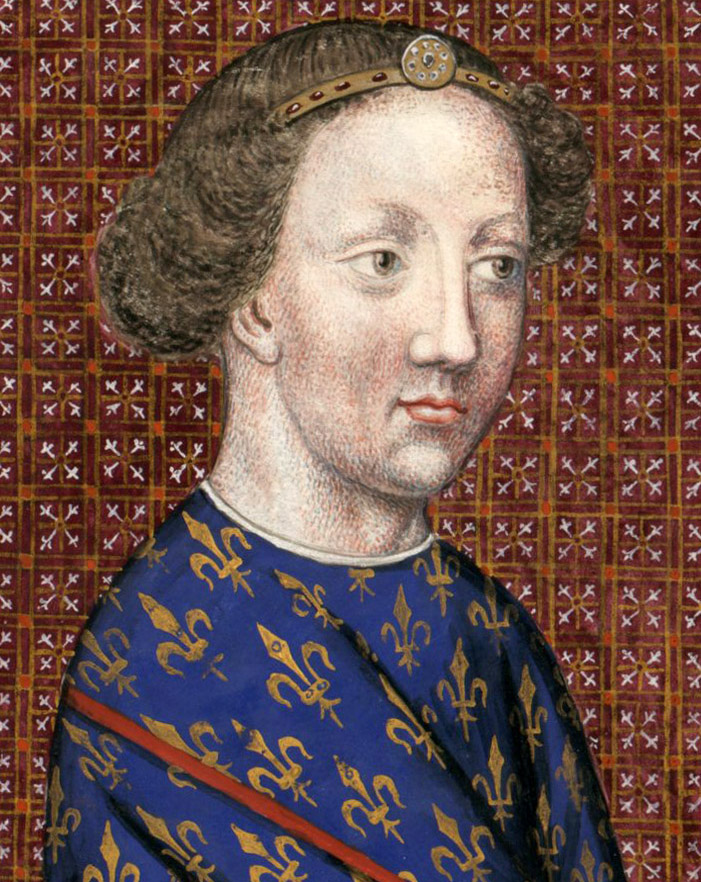
Людовик II де Бурбон

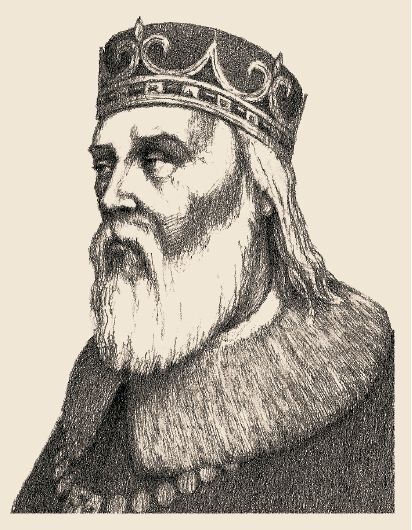
Пшемыслав I Носак

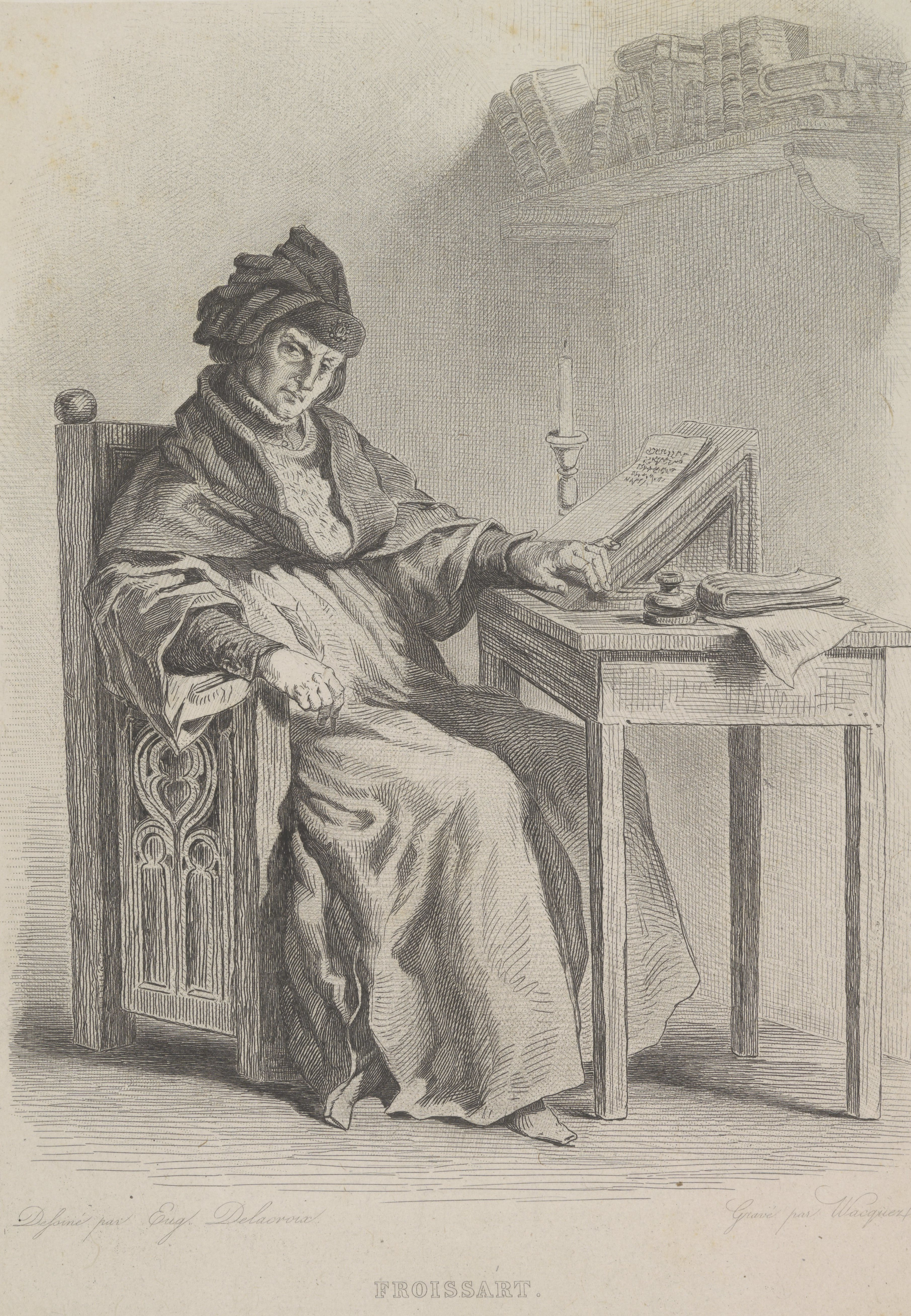
Жан Фруассар

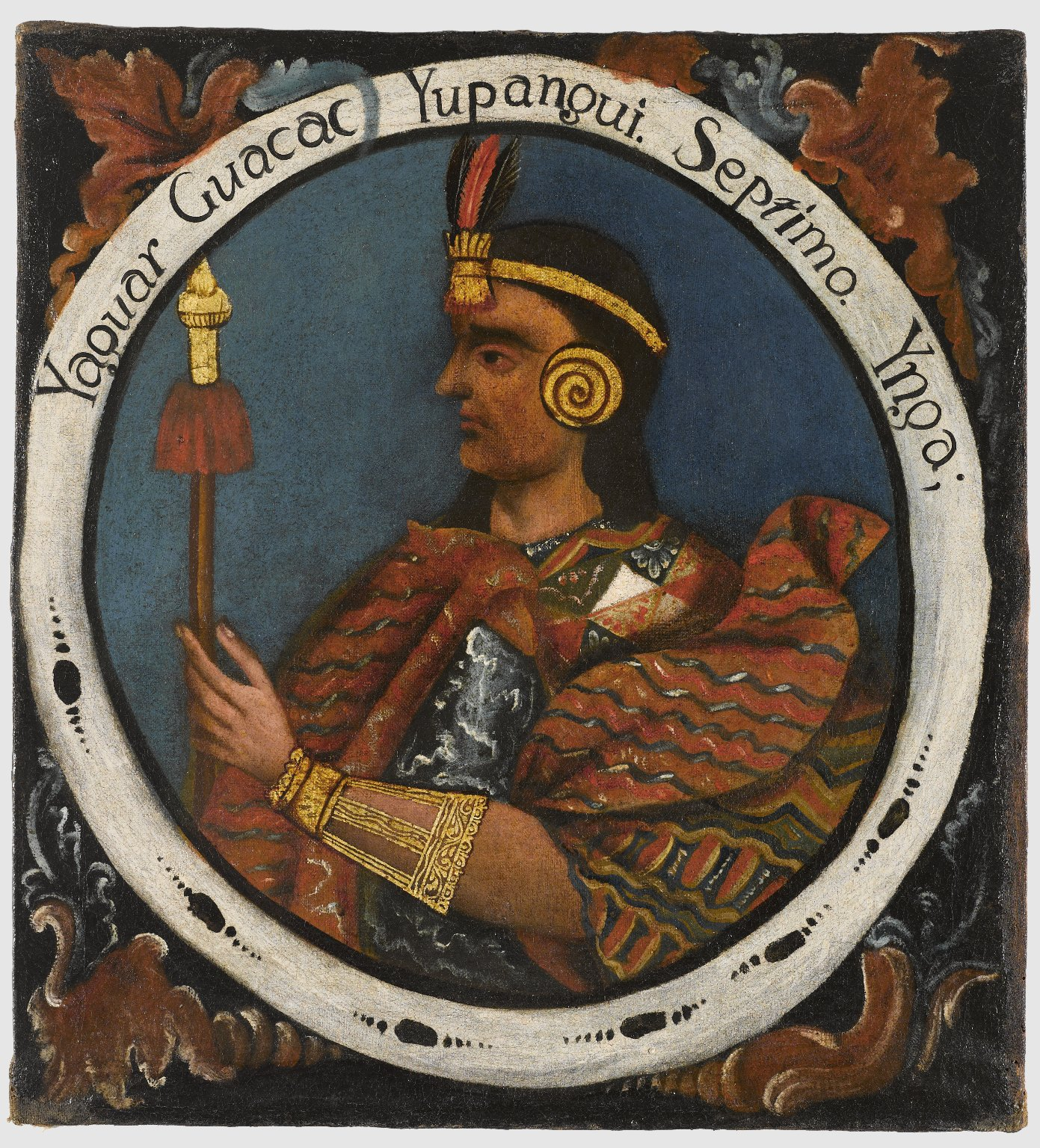
Яуар Уакак

В этой статье представлен список известных людей, умерших в 1410 году.
См. также: Категория:Умершие в 1410 году

## Январь
- 26 января — Бартоло ди Фреди — итальянский художник сиенской школы.

## Март
- 2 марта — Арсений Тверской — епископ Русской православной церкви, епископ Тверской, автор древнейшей редакции Киево-Печерского патерика (Арсеньевская редакция). Канонизирован для местного почитания в лике святителей
- 5 марта — Матвей Краковский — немецко-польский богослов, епископ Вормса (1405—1410)
- 14 марта — Спинелло Аретино — итальянский живописец периода проторенессанса флорентийской школы.
- 16 марта — Джон Бофорт — английский аристократ, 1-й граф Сомерсет (с 1397), первый маркиз Дорсет (1397—1399), адмирал ирландского флота и адмирал Севера и Запада (1398—1399), лорд-смотритель Пяти портов (1398—1399), камергер Англии (1399—1400), рыцарь ордена Подвязки (с 1397).

## Апрель
- 16 апреля — Жан II д’Астарак — граф Астарака (с 1403).

## Май
- 3 мая — Александр V — епископ Пьяченцы (1386—1388), епископ Винченцы (1388—1389), епископ Новары (1389—1402), архиепископ Милана (1402—1410), кардинал-священник с титулом церкви Санти-XII-Апостоли (1405—1409), антипапа (1409—1410)
- 18 мая — Рупрехт Пфальцский (58) — курфюрст Пфальца под именем Рупрехт III (с 1398), король Германии (с 1400), представитель династии Виттельсбахов.
- 31 мая — Мартин I Гуманный (53) — Король Арагона и Король Сардинии и Корсики (1396—1410), Король Сицилии (как Мартин II) (1409—1410).

## Июнь
- 13 июня — Болько III Зембицкий — князь Зембицкий (1358—1410).

## Июль
- 9 июля — Мартин II Энрикес де Лакарра — наваррский дворянин и маршал.
- 15 июля:
  - Куно фон Лихтенштейн — рыцарь и великий комтур Тевтонского Ордена (с 1404); погиб в Грюнвальдской битве;
  - Ульрих фон Юнгинген — 26-й великий магистр Тевтонского ордена (1407—1410); погиб в Грюнвальдской битве.
- 16 июля — Марквард фон Зальцбах — рыцарь Тевтонского ордена, игравший значительную роль в отношениях между Орденом и Великим княжеством Литовским в 1389—1410 годах; казнён в плену после Грюнвальдской битвы по приказу Витовта.
- 28 июля — Иоганна София Баварская — дочь графа Голландии Альбрехта, герцогиня-консорт Австрии (1395—1404), жена герцога Альбрехта IV

## Август
- 12 августа — Владимир Андреевич Храбрый (57) — удельный князь Серпуховский (1358—1410), Дмитровский, Галицкий, Боровский (1378—1410) и Углицкий (1405—1410); русский полководец.
- 16 августа — Франческо Датини — итальянский знатный купец, торговец, финансист.
- 19 августа — Людовик II де Бурбон Добрый (73) — герцог де Бурбон (с 1356), граф де Клермон-ан-Бовези (1356—1404), граф де Форе и сеньор де Меркер (с 1372) (по браку).
- 23 августа — Пшемыслав I Носак — князь Цешинский (1358–1410), Бытомский (половина княжества, 1358–1405) и Севежский (1358–1359, 1368–1410). В 1378—1382 годах правил в Жорах, с 1384 года владел половиной Глогувского и Сцинавского княжеств. В 1397—1401 правил в Олесно, с 1385 в Стшелине, а в 1401—1405 в Тошеке.
- 31 августа — Ахмед Джалаир  — правитель из династии Джалаиридов (1382—1410), один из первых азербайджанских поэтов; убит на следующий день после поражения под Тебризом от Кара Юсуфа
- Матфей — патриарх Константинопольский (1397—1410); умер от чумы.

## Сентябрь
- 28 сентября — Ян Сокол из Ламберка — военачальник из Моравии

## Дата неизвестна или требует уточнения
- Меир бен-Соломон Алгуадес — лейб-медик кастильского короля Энрике III и главный раввин Кастилии.
- Мельхиор Брудерлам — южнонидерландский (фламандский) художник готического периода. Возможно умер в 1411 году.
- Джон Бэдби — английский портной, один из первых мучеников-лоллардов; казнён (сожжён).
- Гийом II де Краон — виконт Шатодёна (с 1381), камергер короля Карла VI.
- Хасдай Крескас — философ, теолог, государственный деятель и глава испанского еврейства.
- Кюре Мелик — классик лезгинской поэзии.
- Лютет Аттена — восточнофризский хофтлинг (вождь) Дорнума и Нессе в Нордерланде; казнён родственниками убитой им жены.
- Пулад — хан Золотой Орды (1407—1411); убит в одном из военных походов.
- Савва Московский — ученик преподобного Андроника Московского, игумен Спасо-Андроникова монастыря, преподобный.
- Тао Цзунъи — китайский историк и поэт времен конца империи Юань и начала империи Мин.
- Фёдор Михайлович — князь Микулинский (1399—1410), родоначальник князей Микулинских.
- Жан Фруассар — французский историк, писатель и поэт, автор «Хроник Фруассара», важнейшего источника по истории начального этапа Столетней войны. Дата смерти предположительна.
- Херо Аттена — восточнофризский хофтлинг (вождь) Дорнума и Нессе в Нордерланде, казнён вместе с сыном родственниками убитой сыном жены.
- Хессо — маркграф Баден-Хахберга (1386—1410)
- Хызыр-Шах Саруханид — правитель бейлика Саруханогуллары (1389—1410), казнён.
- Джакомо Цорци — маркиз Бодоницы (1388—1410).
- Юрий Дмитриевич — посадник новгородский
- Якопо ди Мино дель Пелличчайо — итальянский художник, сиенская школа.
- Яуар Уакак — 7-й Сапа Инка (1380—1410); убит в межплеменной борьбе.